# Nikolai Wassiljewitsch Below
Nikolai Wassiljewitsch Below, (russisch Николай Васильевич Белов; * 2.jul. / 14. Dezember 1891greg. in Janów Lubelski, Russisch-Polen; † 6. März 1982 in Moskau) war ein russischer Geochemiker, Mineraloge und Kristallograph.

## Leben
Below war der Sohn eines Distriktarztes, wuchs in Owrutsch auf und ging in Warschau aufs russische Gymnasium. Nach dem Abitur 1910 (wobei er eine Goldmedaille erhielt) studierte er am Polytechnischen Institut in Petrograd Metallurgie und Naturwissenschaften (unter anderem hörte er dort auch bei dem Physiker Abram Fjodorowitsch Joffe) und promovierte 1921 bei Wladimir Alexandrowitsch Kistjakowski in Elektrochemie. Er heiratete noch als Student und lebte während der Revolutionswirren 1917 bis 1921 in seiner Heimatstadt Owrutsch, wo er unter anderem Brücken baute. Danach arbeitete er als dessen Leiter im zentralen Chemie-Labor der Leningrader Gerberei- und Lederindustrie, publizierte daneben aber populärwissenschaftliche Aufsätze in der Zeitschrift Priroda, dessen stellvertretender Chefredakteur er unter Alexander Jewgenjewitsch Fersman war. Fersman war sein alter Lehrer für Mineralogie und Petrographie in Leningrad, der ihn zu eigenen mineralogischen Veröffentlichungen anregte.
Ab 1929 leitete er das Institut für Studien des Nordens (Arktis und Antarktis) und 1933 war er am Lomonossow Institut für Geochemie, Mineralogie und Kristallographie der Sowjetischen Akademie der Wissenschaften. Eines seiner Interessensschwerpunkte waren Lagerstätten von Nephelin und Fluorapatit auf der Halbinsel Kola und er empfahl die Verwendung von Nephelin in der Gerberei sowie Papier- und Holzindustrie. Dort übersetzte und bearbeitete er das Lehrbuch Kristallchemie von Odd Hassel (1936), das damals in Russland zu einem Standardlehrbuch wurde, und andere kristallographische und kristallchemische Aufsätze. 1934 zog er von Leningrad nach Moskau im Rahmen der allgemeinen Verlegung von Instituten der Sowjetischen Akademie der Wissenschaften und auf Einladung von Alexei Wassiljewitsch Schubnikow.
1943 habilitierte er sich (russisch doktor nauk). 1946 wurde er Professor für Kristallographie in Gorki, pendelte aber ständig zwischen Moskau und Gorki. 1953 wurde er Professor und Leiter der Abteilung Kristallographie und Kristallchemie an der Lomonossow-Universität.

## Werk
In den 1930er Jahren entwickelte er kristallchemische Modelle aufgrund der Annahme dichtester Kugelpackungen, wobei er zeigte, dass von den 230 Raumgruppen nur acht als Symmetrien für diese in Frage kommen (nachdem Linus Pauling gezeigt hatte, dass prinzipiell unendlich viele Möglichkeiten in drei Dimensionen für dichteste Kugelpackungen existieren). Seine Ergebnisse publizierte er 1947 in der Monographie Die Struktur ionischer Kristalle und metallischer Phasen, die er als seine Habilitationsschrift einreichte (in Russland von den Spezialisten seines Fachs Blaues Buch genannt). 1951 gab er in Strukturelle Kristallographie eine vereinfachte Ableitung der 230 Raumgruppen nach der von ihm sogenannten Klassen-Methode.
Er befasste sich auch (unabhängig von Heinrich Heesch) mit schwarz-weiß Symmetriegruppen (von ihm Schubnikow-Gruppen genannt) und farbigen Symmetriegruppen, die auf den Raumgruppen aufbauen.
Ab 1953 befasste er sich mit seinen Schülern mit der Kristallchemie von Silikaten mit großen Kationen (nachdem William Lawrence Bragg mit seinen Schülern schon eine erschöpfende Theorie für kleine Kationen entwickelt hatte). Er legte die Ergebnisse in seiner Monographie Essays in Struktureller Kristallographie 1976 dar.

## Ehrungen und Mitgliedschaften
1946 wurde er korrespondierendes und 1953 Vollmitglied der Sowjetischen Akademie der Wissenschaften. 1952 erhielt er den Staatspreis erster Klasse und 1947 den ersten Fedorov Preis. 1974 erhielt er den Leninpreis, 1969 war er Held der Sozialistischen Arbeit und 1965 erhielt er die Lomonossow-Goldmedaille. Er erhielt insgesamt drei Leninorden. 1966 bis 1969 war er Präsident der International Union of Crystallographers. Er war seit 1971 Ehrenmitglied der Mineralogical Society of Great Britain and Ireland und außerdem Ehrenmitglied der US-amerikanischen und französischen mineralogischen Gesellschaften und der geologischen Gesellschaft der DDR. Er war auswärtiges Mitglied der Polnischen Akademie der Wissenschaften und Ehrendoktor der Universität Breslau (Wrocław).
Die Minerale Belovit-(Ce) und Belovit-(La) sind nach ihm benannt.

## Schriften
Er publizierte über 500 wissenschaftliche Arbeiten.
- Die Struktur ionischer Kristalle und metallischer Phasen, Moskau 1951 (russisch)
- Strukturelle Kristallographie, Moskau 1951 (russisch)
- Essays über Strukturelle Mineralogie, Moskau 1976 (russisch)
- Erinnerungen von Below sind in Paul Peter Ewald (Herausgeber) Fifty Years of X-ray Diffraction, Utrecht, 1962, S. 520–521.